# Jastrzębnik (województwo dolnośląskie)
Jastrzębnik – wieś w Polsce położona w województwie dolnośląskim, w powiecie złotoryjskim, w gminie Pielgrzymka, na Pogórzu Kaczawskim w Sudetach.

## Podział administracyjny
W latach 1975–1998 miejscowość administracyjnie należała do województwa legnickiego.

## Zbiornik retencyjny
Wieś leży nad rzeką Skorą, znaną z częstych wezbrań. Zarząd gminy Pielgrzymka postował utworzenie 131 ha zbiornika przeciwpowodziowego, na rzece poniżej Jastrzębnika, był on uwzględniony w opracowanym w 2004 r. Planie Rozwoju Lokalnego Gminy. 

## Osoby urodzone w Jastrzębniku
W Jastrzębniku urodził się Edward Sarul, lekkoatleta, kulomiot, mistrz świata.